# マシュー・オロスンデ
マシュー・オロスンデ（Matthew Olosunde 、1998年3月7日 - ）は、アメリカ合衆国・ペンシルベニア州フィラデルフィア出身のプロサッカー選手。プレストン・ノースエンドFC所属。ポジションはDF。

## 経歴

### クラブ
ニューヨーク・レッドブルズのユースチームでプレーを始めた。当初のポジションはウイングだった。2014年シーズンからはUSL所属のリザーブチームに昇格。
2016年1月、イングランド・プレミアリーグのマンチェスター・ユナイテッドFCに加入することが発表された。ビザの発行を待って3月11日にクラブと正式に契約を締結。加入当初はU-18チームでプレーをはじめ、2016-17シーズン前にU-23チームに昇格した。2015年5月、トップチームのアーセナルFC戦召集メンバーに帯同。しかしその後もトップチームでの出番はなく、2019年6月にマンチェスター・ユナイテッドを退団した。
2019年7月、ロザラム・ユナイテッドFCと2年契約を締結。
2021年6月30日、ロザラム・ユナイテッドFCとの契約が満了後、7月1日にプレストン・ノースエンドFCに2年契約で加入することが発表された。

### 代表
各年代でアメリカ合衆国代表に選出されている。2015年にはFIFA U-17ワールドカップに参加し、グループステージのナイジェリア代表戦に出場した。
2018年5月28日のボリビア代表戦でフル代表デビュー。